# Chessmetrics
Chessmetrics és un sistema d'avaluació de jugadors d'escacs ideat per en Jeff Sonas. És un intent de millora del sistema de puntuació Elo.

## Implementació
Chessmetrics és una mitjana ponderada de les actuacions del passat. La puntuació considera el percentatge de victòries del jugador contra d'altres jugadors, ponderades per la classificació dels altres jugadors en el moment en què es va jugar la partida avaluada. Un increment d'un 10% en la puntuació feta pel jugador és equivalent a un increment de 85 punts a la classificació.
El pes de les partides prèvies decreix linealment des del 100% per partides acabades en el moment del càlcul fins a zero per partides acabades fa més de dos anys.

### Fórmules
La puntuació a la classificació s'ajusta després d'un torneig segons la fórmula:
Puntuació = Puntuació Mitjana Oponents + [(Resultat (%) - 0.50) * 850]
El pes dels torneigs passats (edat en mesos):
100% * (24 - edat)

## Avantatges observats
Els defensors de Chessmetrics diuen que al contrari que el sistema Elo, no pateix la inflació de la puntuació i permet comparar la força de jugadors de diferents èpoques.

## Desavantatges observats
Chessmetrics dona de vegades alguns resultats estranys. Per exemple, el Campió del Món Emanuel Lasker romangué inactiu durant la major part del període entre 1912–1914, i a conseqüència d'això, cau del lloc #1 al #12 mundial al rànquing de Chessmetrics, tot just abans de la seva aclaparadora victòria davant de tota la resta de millors jugadors mundials al torneig de Sant Petersburg 1914.
El GM John Nunn ha destacat l'absurditat d'intentar comparar de forma objectiva la força de joc de jugadors de diferents èpoques: ha usat l'exemple d'Hugo Suechting, classificat el 1911 en el lloc 27è del món amb un elo estimat de 2559 segons Chessmetrics, després del torneig Elite a Karlsbad. Una anàlisi de les partides de Suechting d'aquest període mostra com el seu nivell de joc era com a molt el d'un jugador de 2100 actual.
Chessmetrics, per tant, de la mateixa manera que qualsevol altre sistema de classificació, ha de ser usat només com una guia orientativa.